# كوهناب
كوهناب هي قرية في مقاطعة مرند، إيران. عدد سكان هذه القرية هو 188 في سنة 2006.